# Karmar
Karmar (o Karmad) fou un estat tributari protegit del prant de Jhalawar a l'agència de Kathiawar, província de Gujarat, presidència de Bombai, format per un sol poble i un únic tributari amb una superfície de 8 km². Els ingressos el 1881 s'estimaven en 511 lliures i se'n pagaven 14 al govern britànic com a tribut i 3,40 al nawab de Junagarh a més de 5,18 lliures com a sukhei per compte d'Ahmedabad. La població era de 648 habitants. La capital, Karmar, estava situada a 10 km al nord-est de Ranpur i 10 km al sud-est de Chura.